# Mauretta Heinzelmann
Mauretta Heinzelmann (* 1965 in München) ist eine deutsche Jazz- und Improvisationsmusikerin (Geige, Posaune, auch Stimme, Komposition), Musikkritikerin und Hörfunkmoderatorin.

## Leben und Wirken
Heinzelmann, die in einer Künstlerfamilie aufwuchs, hatte Geigenunterricht am Konservatorium der Stadt Mainz. Seit 1987 spielt sie auch Posaune (Unterricht bei Joe Gallardo, Dave Taylor, Lucas Schmid und Ray Anderson). Sie studierte Musikwissenschaft und Russische Literaturwissenschaft in Wien und Hamburg  und schrieb ihre Magisterarbeit über Schostakowitschs Oper Die Nase (Magister Artium 1993). An der Musikhochschule Hamburg studierte sie als Gaststudentin bei Dieter Glawischnig Jazzkomposition. Sie absolvierte Workshops bei John Tchicai, Wolfgang Puschnig, Uli Scherer, Hazel Leach, John Santos und Ken Norris.
Heinzelmann wurde von Michael Naura in die Jazzredaktion des NDR geholt, wo sie seit 1993 freischaffend arbeitet. In den Reihen Jazzlaboratorium, Soundcheck und Jazz aktuell moderierte sie Porträts und Themensendungen. Seit 2009 gehört sie zum Team des Magazins Play Jazz! Weiterhin verfasste sie Beiträge für die Jazzthetik und die Neue Zeitschrift für Musik und arbeitete an mehreren Büchern mit.
Daneben musizierte Heinzelmann bei Tuten & Blasen, im Tonart-Ensemble, mit TäTäRä und dem United Women’s Orchestra. Sie arbeitete mit Anthony Braxton (2 Compositions (Ensemble) 1989/1991), Howard Johnson, Gabriele Hasler, Vinko Globokar, John Tchicai, Gert Anklam, Fred Frith, Malcolm Goldstein, Hans Malte Witte und Ulrich Kodjo Wendt sowie in intermediären Projekten mit den Tänzern Alito Alessi und Patricia Bardi. Sie schrieb Musik für Tanztheater und Kindertheater und entwickelte Livemusik für Biodanza-Tanz-Sessions.  Mit Krischa Weber, Cello, unterhält sie seit 1996 das Duo Marie Claire. Gemeinsam mit Claudia Schober und Boriana Dimitrova verfasste sie 2015 das Stück Magie im Spiel. Mit ihrer Band Pelikan veröffentlichte sie 2017 ihr Album Eins.